# Ksenija Pajčin
Ksenija Pajčin (3. december 1977 – 16. marts 2010) var en serbisk sanger og danser, som var kendt under navnet Xenia, på grund af sine til tider seksuelle tiltrækkelser på scenen.

## Biografi

### Opvækst
Hun blev født i Beograd, hendes familie stammer fra Gubin, Bosnien-Hercegovina. Hun startede sin professionelle karriere med at danse på diskoteker, og arbejde for hendes fætter Baja Mali Knindža

### Musikkarriere
Hendes musikkarriere startede hun som go-go danser, og blev tilbudt muligheden for at deltage i popgruppen The Duck. Som danser, blev hun berømt i blandt andet Grækenland, hvor hun optrådte i mange natklubber. Senere var hun optaget på en solomusikkarriere, hvilket hun dog ikke fik den store succes indenfor på grund af hendes stemme. Hun tiltrak sig opmærksomhed for sin dans og sin tøjstil, og arbejdede som model. Ksenija Pajčin var også kendt for sine udtalelser, blandt andet havde hun åbent diskuteret hendes sexliv og plastikkirurgi.

## Død
Klokken cirka 18:00 den 16. marts 2010, blev ligene af den 32-årige sangerinde og hendes kæreste Filip Kapisoda, fundet i hendes lejlighed i Beograd. Begge havde skudsår i hovedet. Politiet havde mistanke om et mord hvorefter der var begået selvmord, man mistænkte Kapisoda for at have skudt og dræbt Ksenija Pajčin og hendes kæreste og derefter begået selvmord. Man mente at Kapisoda havde brudt ind i Pajcins lejlighed, ved banke døren ind. Tidligere undersøgelser viser, at ligene blev opdaget af sangerens mor, og at den pistol, der blev anvendt til drabet blev fundet ved siden af Kapisodas krop. Det menes, at motivet for mordet var jalousi.

## Albums
- Too Hot to Handle (1997)
- Extreme (2001)
- Magije (2004)
- The Best Of... (2006)